# واتسون (آلاباما)
واتسون (به انگلیسی: Watson) یک منطقهٔ مسکونی در ایالات متحده آمریکا است که در آلاباما واقع شده‌است. واتسون ۱۶۷٫۰۳ متر بالاتر از سطح دریا واقع شده‌است.